# Jay Street-MetroTech
Jay Street-MetroTech è una stazione della metropolitana di New York situata all'incrocio tra le linee IND Fulton Street, IND Culver e BMT Fourth Avenue. Nel 2019 è stata utilizzata da 12 238 047 passeggeri. È servita dalle linee A, F ed R sempre, dalla linea C sempre tranne di notte e dalla linea N solo di notte. Durante le ore di punta fermano occasionalmente anche alcune corse della linea W.

## Storia
La stazione sulla linea BMT Fourth Avenue fu aperta l'11 giugno 1924, mentre quella sulle linee IND Fulton Street e IND Culver venne inaugurata il 1º febbraio 1933. Le due stazioni furono collegate tra di loro il 10 dicembre 2010.

## Strutture e impianti
La stazione della linea BMT Fourth Avenue si trova sotto Willoughby Street, ha una banchina ad isola e due binari. Il mezzanino è dotato di sette scale di ingresso, tre all'incrocio con Bridge Street e quattro all'incrocio con Lawrence Street, e nell'estremità ovest è situato il collegamento con la stazione delle linee IND Fulton Street e IND Culver.
La stazione IND ha due banchine ad isola e quattro binari, i due binari interni sono quelli della linea Fulton Street, i due esterni quelli della linea Culver. È posta al di sotto di Jay Street e il suo mezzanino ha sei ingressi, due all'incrocio con Fulton Street, due all'incrocio con Willoughby Street e due nei pressi di One MetroTech Center. Un ascensore nell'angolo nord-ovest dell'incrocio con Willoughby Street rende le due stazioni accessibili alle persone con disabilità motoria.

## Interscambi
La stazione è servita da diverse autolinee gestite da MTA Bus e NYCT Bus.
- Fermata autobus